# Tissotropia
La tissotropia o tixotropia  è la proprietà di alcuni fluidi pseudo-plastici di variare la loro viscosità quando vengono sottoposti a sollecitazioni di taglio oppure nel caso di lunghi periodi di quiete o sottoposti a movimenti peristaltici. In queste condizioni il fluido può passare da una consistenza di grasso pastoso quasi solido a quella di liquido o da quella di un gel a quella di liquido.
La tissotropia è anche il nome del processo di trasformazione isotermica reversibile sol-gel. La curva rappresentativa della trasformazione di andata nel piano del reogramma è diversa da quella del ritorno (che avviene a velocità di taglio nulla): quest'ultima appare traslata verso sinistra rispetto alla prima poiché la struttura molecolare del fluido raggiunge le condizioni iniziali con una consistenza diversa, il processo è quindi temporaneamente irreversibile. Questo non accade con i fluidi newtoniani poiché al cessare dell'azione di taglio ritornano allo stato iniziale seguendo a ritroso la curva di trasformazione nel piano del reogramma e operando quindi una trasformazione reversibile.

## Dettagli sulla trasformazione
La tissotropia può spiegarsi come una trasformazione gel-sol reversibile e isoterma in cui quando l'azione delle forze di taglio viene a mancare si riforma la struttura che rende consistente il materiale. I sistemi tissotropici mostrano una struttura reticolata instabile, formata dai numerosi punti di contatto di particelle asimmetriche. Quando il materiale è in quiete la struttura riesce a conferirgli rigidità paragonabile a quella del gel. Quando lo si sottopone a forze di taglio la struttura si frantuma via via poiché diminuisce il numero dei punti di contatto fra le particelle asimmetriche ed esse iniziano ad allinearsi verso la direzione di efflusso; a questo punto la viscosità diminuisce progressivamente e la sostanza inizia a passare dallo stato di gel a quello liquido.
Cessata l'azione di taglio, la struttura reticolata si ricostituisce grazie al moto browniano delle particelle in gioco, senza però seguire a ritroso il cammino reologico. I reogrammi dei sistemi tissotropici sono anche funzione dalla velocità di variazione delle forze di taglio e del tempo di durata dell'intero processo. Questo può complicare il quadro e sfociare in variazioni della viscosità a riposo se il fluido giace in quiete per lunghi periodi.

## Esempi
Tra le sostanze comuni la salsa ketchup è forse la più nota a manifestare questa proprietà. Quando il contenitore è immobile la salsa appare di consistenza quasi solida, molto viscosa; quando invece si agita la bottiglietta essa diviene in pochi secondi molto fluida, quasi liquida, e fuoriesce con facilità dall'ugello. Anche la margarina gode di questa proprietà seppur in forma minore. Altro esempio quotidiano può essere dato dai fluidi in uscita da un orifizio come la bocca di un tubetto: alcuni quando fluiscono da un tubo conservano diametro uguale a quello dell'orifizio, altri (ad esempio i mastici al silicone) invece si espandono.
Ciò perché le tensioni interne dei fluidi viscosi ed elastici si liberano quando fuoriescono dall'orifizio e causano espansione poiché le molecole forzate ad attraversare il foro d'uscita si allineano e appena fuoriuscite riassumono la disposizione iniziale ed espandono. Nel settore industriale le sostanze tissotropiche sono impiegate in numerosi campi tra cui la preparazione di vernici che al pennello si presentano liquide e facili da stendere ma che al cessare dell'azione tagliente operata dalle setole del pennello solidificano con rapidità e senza gocciolare.
Anche i processi di confezionamento devono considerare le proprietà tissotropiche del prodotto: una sospensione potrebbe evidenziare caratteristiche reopressiche durante l'inflaconamento, con difficoltà di riempimento e dosaggio. Ad esempio la liquefazione del sangue di San Gennaro sarebbe spiegabile presupponendo che la teca di vetro che secondo la tradizione contiene il sangue del martire sia riempita con una sostanza tissotropica: tre ricercatori italiani, Luigi Garlaschelli, Franco Ramaccini, Sergio Della Sala hanno riprodotto una sospensione colloidale di idrossido ferrico con ioni di sodio e cloro avente un comportamento tissotropico molto simile al fluido contenuto nella teca di San Gennaro.

## Altri esempi di comportamenti tissotropici più complessi
Nella farmaceutica la tissotropia è molto importante. I reogrammi delle sostanze farmacologiche tissotropiche mostrano però andamenti assai più complessi: le curve dei cicli d'isteresi presentano cuspidi dovute a variazioni strutturali. Un interessante esempio è dato dalla vaselina, un gel d'idrocarburi liquidi immersi in matrice d'idrocarburi solidi microcristallini. La vaselina mostra flusso plastico con soglia di scorrimento e ciclo d'isteresi che palesano caratteristiche tissotropiche.
In particolare, la rottura tissotropica della vaselina è più lenta della trasformazione gel-sol di altre sostanze tissotropiche più fluide. Alle basse velocità il suo reogramma mostra andamento curvilineo gobboso che riflette la sua composizione: infatti è una miscela di paraffine lineari, ramificate e cicliche e le sue proprietà reologiche dipendono dalle quantità relative di tali elementi. Essi variano con la sua origine, con il trattamento subito e con il grado di purificazione e di raffinazione. Via via che aumenta la velocità di taglio le paraffine a catena lineare si orientano verso la direzione di efflusso, mentre le ramificate e le cicliche resistono all'allineamento e riescono a conservare la struttura del gel. Quando la velocità di taglio aumenta si ha l'ulteriore allineamento delle paraffine e la rottura della struttura di gel; scompare così l'andamento sinuoso nel loro reogramma e diminuisce la viscosità.
Questo è necessario negli unguenti: quando si applica vaselina sulla pelle la forza di taglio data dall'azione dello spalmare distrugge la struttura a gel e facilita la spalmabilità. La tissotropia è necessaria in numerosi preparati farmaceutici liquidi che devono potersi versare o spalmare mantenendo però buona consistenza all'interno del loro contenitore. Per esempio una sospensione tissotropica ben formulata non deve sedimentare nella bottiglietta ma deve tuttavia fluidificarsi in seguito ad agitazione e restare tale per il tempo necessario al prelievo e all'assunzione, poi dovrà riacquistare in fretta la sua consistenza iniziale. Siffatto comportamento è necessario per emulsioni, lozioni e creme.